# Saint-Simon-de-Bordes
Saint-Simon-de-Bordes é uma comuna francesa na região administrativa da Nova Aquitânia, no departamento de Charente-Maritime. Estende-se por uma área de 14,08 km². Em 2010 a comuna tinha 754 habitantes (densidade: 53,6 hab./km²).